# Opisna logika
Opisna logika (engl. Description logics, DL) je porodica jezika za formalno predstavljanje znanja. Mnoge opisne logike su ekspresivnije od propozicione logike, ali manje ekspresivne od logike prvog reda. Za razliku od potonje, sržni problemi rasuđivanja za opisnu logiku su (obično) rešivi, a efikasne procedure odlučivanja su dizajnirane i primenjene za ove probleme. Postoje opšta, prostorna, vremenska, prostorno vremenska i rasplinuta opisna logika, i svaka opisna logika karakteriše drugačiji balans između izražajne moći i složenosti rasuđivanja podržavajući različite skupove matematičkih konstruktora.
Opisna logika se koristi u veštačkoj inteligenciji za opisivanje i obrazloženje relevantnih koncepata domena aplikacije (poznatog kao terminološko znanje). To je od posebnog značaja u obezbeđivanju logičkog formalizma za ontologije i semantičku mrežu: veb ontološki jezik (OWL) i njegovi profili su zasnovani na opisnoj logici. Najznačajnija primena opisne logike i OWL je u biomedicinskoj informatici gde opisna logika pomaže u kodifikaciji biomedicinskog znanja.

## Uvod
Opisna logika modeluje koncepte, uloge i pojedince i njihove odnose.
Osnovni koncept ovog vida modelovanja je aksiom — logički iskaz koji se odnosi na uloge i/ili koncepte. Ovo je ključna razlika od paradigme okvira gde specifikacija okvira deklariše i potpuno definiše klasu.

## Literatura
- F. Baader, D. Calvanese, D. L. McGuinness, D. Nardi, P. F. Patel-Schneider (2003). The Description Logic Handbook: Theory, Implementation, Applications. Cambridge, UK: Cambridge University Press. ISBN 0-521-78176-0.
- Ian Horrocks, Ulrike Sattler: Ontology Reasoning in the SHOQ(D) Description Logic, in Proceedings of the Seventeenth International Joint Conference on Artificial Intelligence, 2001.
- D. Fensel, F. van Harmelen, I. Horrocks, D. McGuinness, and P. F. Patel-Schneider (2001). „OIL: An Ontology Infrastructure for the Semantic Web” (PDF). IEEE Intelligent Systems. 16 (2): 38—45., .
- Ian Horrocks and Peter F. Patel-Schneider: The Generation of DAML+OIL. In Proceedings of the 2001 Description Logic Workshop (DL 2001), volume 49 of CEUR <http://ceur-ws.org/>, pages 30–35, 2001.
- Ian Horrocks, Peter F. Patel-Schneider, and Frank van Harmelen (2003). „From SHIQ and RDF to OWL: The Making of a Web Ontology Language” (PDF). Journal of Web Semantics. 1 (1): 7—26., .
- Bernardo Cuenca Grau, Ian Horrocks, Boris Motik, Bijan Parsia, Peter Patel-Schneider, and Ulrike Sattler (новембар 2008). „OWL 2: The next step for OWL” (PDF). Journal of Web Semantics. 6 (4): 309—322.,.
- Franz Baader, Ian Horrocks, and Ulrike Sattler: Chapter 3 Description Logics. In Frank van Harmelen, Vladimir Lifschitz, and Bruce Porter, editors, Handbook of Knowledge Representation. Elsevier, 2007.
- Alessandro Artale and Enrico Franconi: Temporal Description Logics. In Handbook of Temporal Reasoning in Artificial Intelligence, 2005.
- Web Ontology (WebONT) Working Group Charter. W3C, 2003
- World Wide Web Consortium Issues RDF and OWL Recommendations. Press Release. W3C, 2004.
- OWL Working Group Charter. W3C, 2007.
- OWL 2 Connects the Web of Knowledge with the Web of Data. Press Release. W3C, 2009.
- Markus Krötzsch, František Simančík, Ian Horrocks: A Description Logic Primer. CoRR arXiv:1201.4089. 2012. A very first introduction for readers without a formal logic background.
- Sebastian Rudolph: Foundations of Description Logics Архивирано на веб-сајту  (13. мај 2024). In Reasoning Web: Semantic Technologies for the Web of Data, 7th International Summer School, volume 6848 of Lecture Notes in Computer Science, pages 76–136. Springer, 2011. (springerlink)Introductory text with a focus on modelling and formal semantics. There are also slides.
- Jens Lehmann: DL-Learner: Learning concepts in description logics, Journal of Machine Learning Research, 2009.
- Franz Baader: Description Logics. In Reasoning Web: Semantic Technologies for Information Systems, 5th International Summer School, volume 5689 of Lecture Notes in Computer Science, pages 1–39. Springer, 2009. (springerlink) Introductory text with a focus on reasoning and language design, and an extended historical overview.
- Enrico Franconi: Introduction to Description Logics. Course materials. Faculty of Computer Science, Free University of Bolzano, Italy, 2002. Lecture slides and many literature pointers, somewhat dated.
- Ian Horrocks. „Ontologies and the Semantic Web” (PDF). Communications of the ACM. 51 (12): 58—67. децембар 2008.,. A general overview of knowledge representation in Semantic Web technologies.

## Spoljašnje veze
- Description Logic Complexity Navigator, maintained by Evgeny Zolin at the Department of Computer Science
- List of Reasoners, OWL research at the University of Manchester
- Description Logics Workshop, homepage of the collecting information about the community and archives of the workshop proceedings
- CEL is an open source LISP-based reasoner (Apache 2.0 License).
- Cerebra Engine was a commercial C++-based reasoner, acquired in 2006 by webMethods.
- FaCT++  is a free open-source C++-based reasoner.
- KAON2 is a free (for non-commercial use) Java-based reasoner, offering fast reasoning support for OWL ontologies.
- MSPASS is a free open-source C reasoner for numerous DL models.
- Pellet is a dual-licensed (AGPL and proprietary) commercial, Java-based reasoner.
- RacerPro of Racer Systems was a commercial (free trials and research licenses are available) lisp-based reasoner, today both an open source version of RACER exists from the original developers at Lübeck University using the BSD 3 license, and also a commercialized version, still named RacerPro by Franz Inc.
- Sim-DL is a free open-source Java-based reasoner for the language ALCHQ. It also provides a similarity measurement functionality between concepts. To access this functionality a Protégé plugin can be used.
- HermiT is an open-source reasoner based on the "hypertableau" calculus. It is developed by the University of Oxford.
- Owlready2 is a package for ontology-oriented programming in Python. It can load OWL 2.0 ontologies as Python objects, modify them, save them, and perform reasoning via HermiT (included). Owlready2 allows a transparent access to OWL ontologies (contrary to usual Java-based API).

### Editori
- Protégé is a free, open-source ontology editor and a knowledge base framework, which can use DL reasoners offering DIG Interface as a back end for consistency checks.
- SWOOP на веб-сајту GitHub, an OWL browser/editor that takes the standard web browser as the basic UI paradigm.

### Interfejsi
- DIG Interface on SourceForge, a standardized XML interface to DLs systems developed by the DL Implementation Group (DIG).
- OWL API on SourceForge, a Java interface and implementation for the Web Ontology Language, used to represent Semantic Web ontologies.